# She Doesn’t Mind
„She Doesn’t Mind” – singel jamajskiego piosenkarza Seana Paula wydany w 2011 roku przez Atlantic Records.
Singel umieszczono na albumie studyjnym Seana Paula Tomahawk Technique wydanym 27 stycznia 2012 roku.

## Lista utworów
- CD singel, CDr, singel promocyjny (25 stycznia 2012)[1]

1. „She Doesn’t Mind” – 3:48

- CD singel (3 lutego 2012)[2]

1. „She Doesn’t Mind” – 3:50
2. „My Life” – 3:00 (utwór dodatkowy)

## Notowania na listach przebojów
| Kraj                      | Lista (2011/2012)       | Najwyższa pozycja |
| ------------------------- | ----------------------- | ----------------- |
| Szwajcaria                | Singles Top 75          | 1                 |
| Austria                   | Singles Top 75          | 1                 |
| Niemcy                    | Top 100 Singles         | 2                 |
| Wielka Brytania           | Singles Top 100         | 2                 |
| Francja                   | Top 100 Singles         | 3                 |
| Wielka Brytania (Szkocja) | Top 40 Scottish Singles | 3                 |
| Bułgaria                  | Singles Top 40          | 3                 |
| Belgia (Walonia)          | Ultratop 40             | 4                 |
| Belgia (Flandria)         | Ultratop 50             | 5                 |
| Norwegia                  | Top 20 Singles          | 5                 |
| Irlandia                  | Top 50 Singles          | 10                |
| Hiszpania                 | Top 50 Singles          | 11                |
| Finlandia                 | Top 20 Singles          | 14                |
| Szwecja                   | Top 60 Singles          | 22                |
| Japonia                   | Japan Hot 100           | 25                |
| Holandia                  | Single Top 100          | 31                |
| Stany Zjednoczone         | Pop Songs               | 40                |
| Australia                 | Top 50 Singles          | 46                |
| Kanada                    | Canadian Hot 100        | 49                |
| Portugalia                | Singles Top 50          | 50                |
| Stany Zjednoczone         | Hot Digital Songs       | 60                |
| Stany Zjednoczone         | Billboard Hot 100       | 78                |